# 日長波動
日長波動是一天的長度（LOD）變化，肇因於潮汐效應，在長期的地球歷史中是漸增的，但也會在較短的時間範圍內波動。通過原子鐘和衛星雷射測距對時間的精確量測表明，LOD會發生許多不同的變化。這些細微的變化週期從幾周到幾年不等。國際地球自轉服務監測這些變化：它們歸因於地球大氣的動態與其和地球本身之間的相互作用。
在沒有外部扭矩的情況下，地球作為一個整體系統的總角動量必須是恆定的。內部扭矩是由於地核、地函、地殼、海洋、大氣和冰凍圈的相對運動和質量重新分佈造成的。為了保持總角動量恆定，一個區域的角動量變化必須由其它區域的角動量變化來平衡。
地殼運動（如大陸漂移）或極蓋融化是緩慢的長期事件。據估計，地核和地函之間的特徵耦合時間約為十年，而地球自轉速率的所謂「十年波動」被認為是由地核內部的波動轉移到地函上引起的。即使在幾年到幾周的時間尺度上，日長（LOD）也會有很大變化（圖），在消除外部扭矩的影響後，觀察到的LOD波動是內部扭矩作用的直接結果。這些短期波動很可能是由固體地球和大氣之間的相互作用產生的。
其它行星的日長也會波動，尤其是金星行星，它的大氣層非常活躍和强大，使其日長波動可達20分鐘。

## 觀察

日長與基於SI日期的偏差。

大氣角動量（AAM）軸向分量的任何變化都必須伴隨著地殼和地函角動量的相應變化（由於角動量守恆定律）。由於大氣壓力對地函-地殼系統的慣性矩影響輕微，因此主要需要固體地球的角速度發生變化；即LOD的變化。現時可以在僅幾個小時的積分時間內以高精度量測LOD，而且大氣環流模型允許高精度地確定模型中大氣角動量的變化。AAM和LOD之間的比較表明它們是高度相關的。特別地，可以識別LOD的年週期，其振幅為0.34毫秒，在2月3日最大化，以及半年週期，其幅值為0.29毫秒，在5月8日最大化， ，以及10天的0.1毫秒量級的波動。還觀測到反映聖嬰事件的季節間波動和準兩年期振盪。現在人們普遍認為，從幾周到幾年的時間尺度上，LOD的大多數變化都是由AAM的變化引起的。

## 角動量交換
大氣和地球非氣態部分之間角動量交換的一種管道是蒸發和降水。水循環在海洋和大氣之間輸送大量的水。當水（蒸汽）大量的上升時，由於角動量守恒，地球的旋轉必須减慢。同樣的，當水以雨的形式降落時，地球的自轉速度會增加，以保持角動量守恆。任何從海洋到大氣的水團全球淨轉移或相反的轉移，都意味著固體/液體地球的旋轉速度變化，都將反映在LOD中。
觀測證據表明，在超過10天的時間內，AAM的變化與其相應的LOD變化之間沒有明顯的時間延遲。這意味著大氣層和固體地球之間由於表面摩擦而產生的强烈耦合，時間常數約為7天，即埃克曼層的自轉時間。這個自旋時間是大氣軸向角動量轉移到地球表面的特徵時間，反之亦然。
地面上的緯向風分量是描述大氣剛性旋轉的分量，對地球和大氣之間的軸向角動量傳遞最有效。該分量的緯向風在赤道處相對於地面的振幅為「u」，其中「u」>0表示超自轉，「u」<0表示相對於固體地球的逆行。所有其它風項只是將AAM與緯度重新分配，這種影響在全球範圍內進行平均時會抵消。
表面摩擦允許大氣層在逆行旋轉的情况下從地球「吸收」角動量，或者在超旋轉的情况下將其釋放到地球。在較長的時間尺度上進行平均，AAM不會與固體地球發生交換。地球和大氣是解耦的，這意味著負責剛性旋轉的地面緯向風分量的平均值必須為零。事實上，觀測到的地面氣候平均緯向風的經向結構顯示，在±30o緯度以上的中緯度地區有西風（來自西方），即信風；在低緯度地區以及兩極附近有東風（來自東方），即盛行風。
大氣在低緯度和高緯度從地球獲得角動量，並在中緯度向地球傳遞相同數量的角動量。
剛性旋轉緯向風分量的任何短期波動都伴隨著LOD的相應變化。為了估計這種影響的數量級，可以考慮整個大氣在沒有表面摩擦的情况下以速度「u」（以m/s為單位）剛性旋轉。那麼這個值與一天的長度Δτ（以毫秒為單位）的相應變化有關。
{\displaystyle u\approx 2.7\Delta \tau .}
日長變化的年分量Δτ≈0.34 ms對應於超自轉'u≈0.9m/s，半年分量Δ'τ≈0.29ms到1'u≈0.8m/s。

## 延伸閱讀
- Lambeck, Kurt.  Digitally printed 1st pbk. Cambridge: Cambridge University Press. 2005. ISBN 9780521673303.